# Тьюксбери, Марк
Марк Тью́ксбери (англ. Mark Tewksbury; род. 7 февраля 1968 года, Калгари, Альберта, Канада) — канадский пловец, специализировавшийся в плавании на спине на средних дистанциях (100 и 200 метров), олимпийский чемпион 1992 года на дистанции 100 метров на спине, серебряный призёр чемпионат мира 1991 года на этой же дистанции, многократный чемпион Игр Содружества.
Он плавал в четырёх олимпийских финалах: два в 1988 году и два в 1992 году. В 1988 году он стал пятым в стометровке на спине. В финале 100-метровки на Олимпиаде 1992 года Марк достаточно неожиданно опередил чемпиона мира 1991 года Джеффа Роуза из США и выиграл золото. Тьюксбери установил новый олимпийский рекорд (53,98 сек), Роуз отстал на 0,06 сек. Это первая и пока единственная победа канадцев на этой дистанции на Олимпийских играх. Тьюксбери завершил карьеру после Олимпийских игр 1992 года.
В декабре 1998 года совершил каминг-аут. В XXI веке стал видным деятелем канадского ЛГБТ-движения.
В 2010 году Олимпийский комитет Канады выбирал его главой миссии на Олимпийские игры 2012 года.